# 2015年提比里斯洪災
2015年提比里斯洪災，是指2015年6月13至14日間，發生在喬治亞首府提比里斯的洪災，造成了至少19人死亡。洪水也淹沒了提比里斯動物園（Tbilisi Zoo），導致園內有半數的動物死亡或逃出。

## 背景

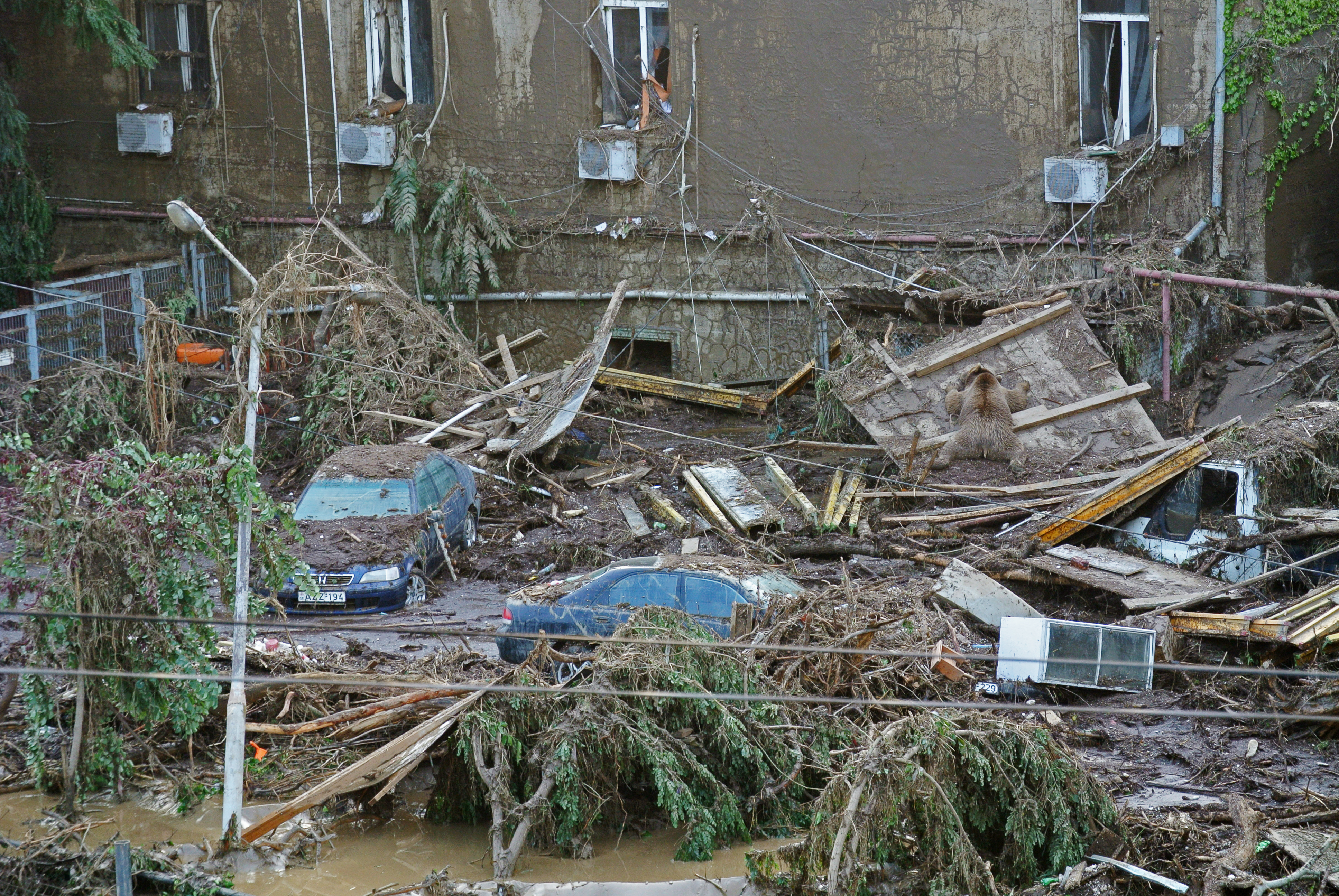
洪水肆虐後的動物園

維爾河，是库拉河的右支流，其貫穿了提比里斯的瓦凱（Vake）和薩布塔洛（Saburtalo）街區，其特性為會週期性的突發洪水（Flash flood），即原本的小溪流突然氾濫成大河。先前比較顯著的災情分別曾發生在1960年、1963年、1972年，以及1995年，其中1972年的水災最為嚴重，當時也曾完全淹沒了提比里斯動物園。

## 傷亡與損失

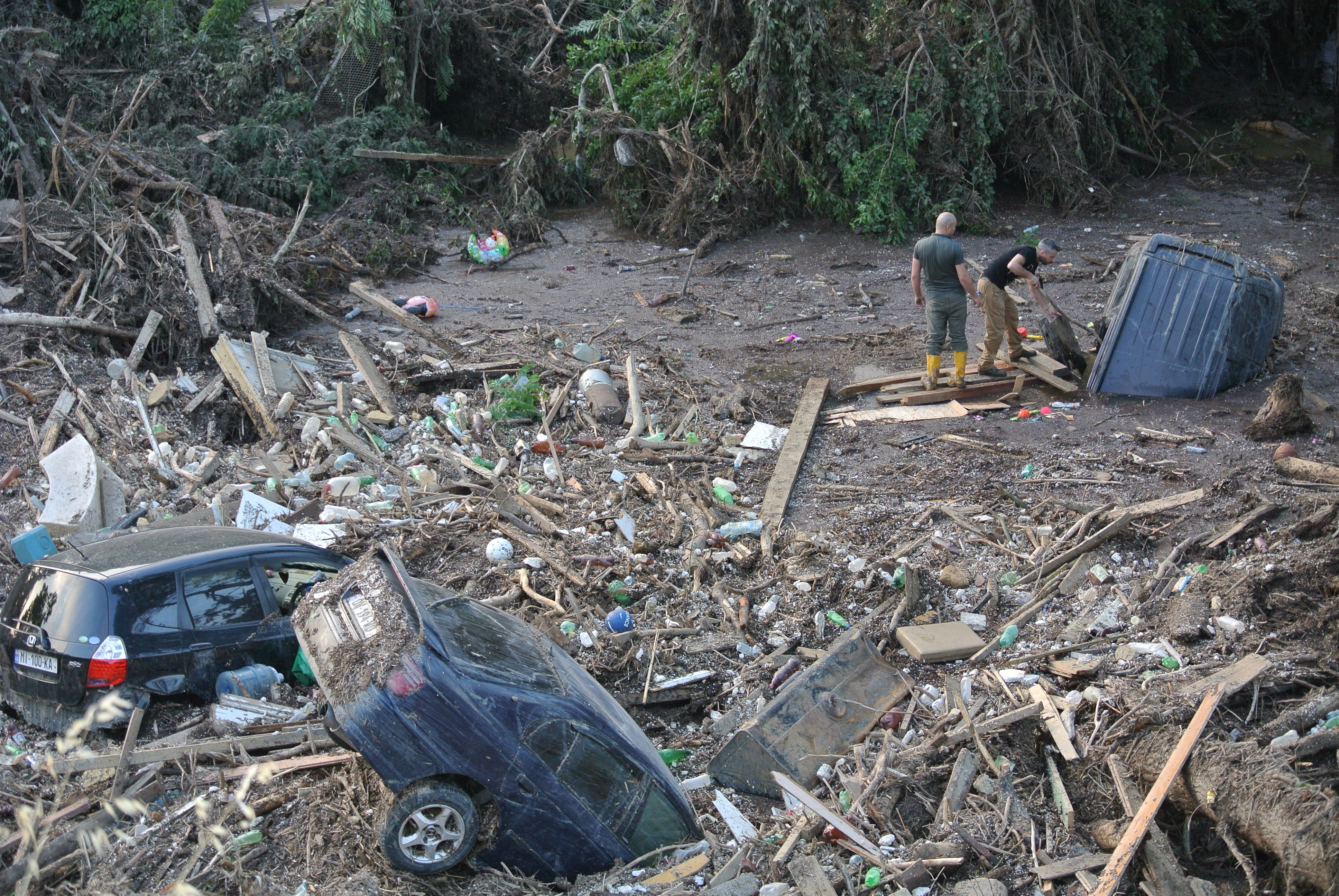
洪災後的維爾河

當地時間13日午夜時分，突然下起了長達數小時的強降雨，致使洪災爆發，並挾帶大量土石沖刷流下，提比里斯東南方20公里的阿哈尔达巴（Akhaldaba）村被淹沒。洪災導致動物園嚴重毀損，也沖毀了一條穿過維爾河的高速公路，與鄰近的房屋，造成19人死亡，包括3名動物園的工作人員；當中一名工作人員是56歲的女性，兩週前她才因為被老虎攻擊而被迫截肢，數天前剛重返工作崗位；而一位年輕的救援人員Zurab Muzashvili，在救出7人之後，自己不幸死亡。因為對市民的奉獻，他被追綬獎章 。
約有36人受到輕傷或中度傷害，其中大部分人在同一天先後治癒出院。14日時統計有24人失蹤 ，至16日仍有6人下落不明。超過40戶無家可歸，以及22,000人無電可用。喬治亞政府初步估計，洪災造成的損失金額，介於4千萬至1億
格鲁吉亚拉里間。

## 動物上街
提比里斯動物園失去了將近一半的動物，至少有300隻「居民」，大部份都是死於洪災。少數的倖存者：河馬、大貓、狼、熊，與鬣狗，牠們在柵欄和籠子損壞後脫逃，在提比里斯街道亂竄，警方小組在其四周圍捕。之後部分動物被殺，部分動物被捕獲後抓回動物園。媒體直擊到一隻河馬脫逃至提比里斯的英雄廣場（Heroes' Square），是當地的交通樞紐，之後被麻醉槍（Tranquillizer gun）制服的經過。17日，一隻孟加拉白虎在鄰近動物園的一座倉庫，攻擊了一名洪災倖存的男子，造成他受到致命傷，這隻動物最終被警方射殺；而一隻非洲企鵝被發現在紅橋附近游泳。該處位於提比里斯以南60公里，是與阿塞拜疆的邊界橋。